# Alden Jenks
Alden Jenks   (10 d'agost de 1940) és un compositor nord-americà.

## Biografia
Alden Jenks va rebre un B.A. de la Universitat Yale i un màster per la Universitat de Califòrnia, Berkeley. Va estudiar composició amb Lawrence Moss, Andrew Imbrie i Seymour Shifrin. També va estudiar composició el 1967 amb Karlheinz Stockhausen a la Universitat de Califòrnia, Davis, i música electrònica amb David Tudor i Anthony Gnazzo.
Com a intèrpret, va exercir com a controlador de l'electrònica en directe per al projecte de composició col·lectiva de Darmstadt de Stockhausen de 1967, Ensemble, i va actuar amb sintetitzador en el concert del 25è aniversari d'In C de Terry Riley el 1989, llançat com a gravació el 1995. al CD NA071 de New Albion Records.
Com a compositor és conegut principalment pel seu treball en mitjans electrònics, i és professor de composició i director de l'estudi de composició E. L. Wiegand al Conservatori de San Francisco. John Adams l'ha citat com un col·lega influent, acreditant a Jenks per haver-lo presentat a Wagner. La seva composició Nagasaki va guanyar el Concurs de Música Electrònica de Bourges, i Marrying Music va guanyar el premi Viotti-Valsesia International Music Competition.

## Composicions (llista selectiva)
- Nagasaki, música electrònica (1983) guardonada amb un premi al Festival de Bourges el 1983
- Those Long Canadian Winters, música de teatre
- Mummermusic, música per a un acte de mim de Peter Kors (1974)
- Ansichtskarte an Johann, per a dos pianos (1978/83)
- Marrying Music, per a dos pianos (1978/83) Guanyador de "Diploma i Medalla" al Concurs Internacional de Música Viotti-Valsesia
- Femme Fatale: The Invention of Personality, música incidental per a l'obra de Laura Farabough (1981)
- Càlculs, composició MIDI (1990)
- MENAGE, per a sintetitzador, piano i percussió (1994)
- "Carta de Linda" (1998–99)
- Martin Put That Gun Away, música electroacústica (2000)
- Ognaggio al'Anzzonio, música electroacústica (2003)
- Música amarga (2003)
- "Preludi", per a orgue (2003)
- "Cançons de fantasmes" (2004)
- "Five California Songs" sobre textos de Richard Brautigan, Robert Hass, Leonard Nathan i Philip Whalen per a tenor, violoncel i piano (2006)
- "La sopa" (2008/09)
- "Tokyo Crow" (2009)
- "Unrestful Sleep", piano solo (2011)
- "Hammered", piano i ordinador (2013)
- "Oh, It's You", soprano i electrònica (2013)